# Michalis Romanidis
Michalis Romanidis (en griego: Μιχάλης Ρωμανίδης, nació el 19 de junio de 1966 en Grecia) fue un jugador de baloncesto de Grecia en la década de los 80 y 90.

## Biografía
Jugó para el Aris Salónica BC en el cual ganó 8 ligas de Grecia en los años 1983, 1985, 1986, 1987, 1988, 1989, 1990, 1991 además de ganar 6 copas de Grecia en los años 1985, 1987, 1988, 1989, 1990 y 1992. También participó en tres finales a cuatro de la Euroliga en 1988, 1989 y 1990.
También fue miembro del equipo nacional griego que ganó la medalla de oro en el Eurobasket de 1987. También disputó el Eurobasket de 1993 y el Campeonato Mundial de 1990 junto a otras figuras como Nikos Galis, Panagiotis Giannakis, Argiris Kambouris o Nikos Stavropoulos que también ganaron junto a Romanidis el oro en el europeo, aunque en esta ocasión solo pudieron ser décimos tras no superar el grupo de semifinales en el que quedaron últimos.

## Equipos
- 1982-1992 Aris Salónica
- 1992-1994 Pagrati Atenas

- Datos: Q1635298